# Фраунгофер, Йозеф
Йозеф Фраунгофер (Фраунхофер, с 1824 года Рыцарь фон Фраунгофер, нем. Joseph Fraunhofer; 6 марта 1787, Штраубинг — 7 июня 1826, Мюнхен) — немецкий физик, оптик, изобретатель.

## Биография
Родился в Штраубинге одиннадцатым ребёнком в семье стекольщика. Поскольку его родители умерли, когда ему было всего одиннадцать лет, опекун отдал его на шестилетнее обучение в Мюнхене. Там он пережил обрушение дома своего учителя в 1801 году.

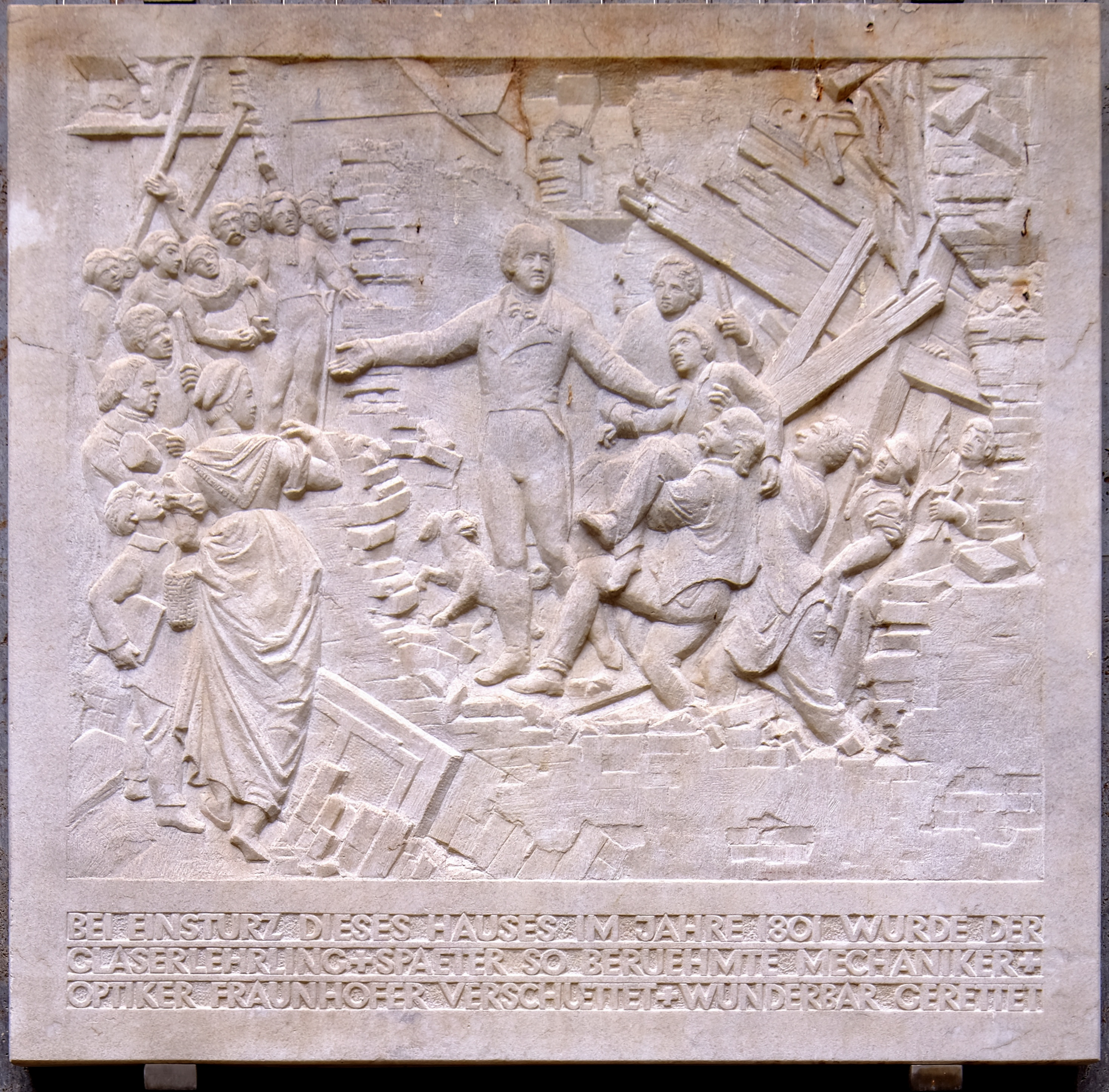
Мемориальная доска на месте чудесного спасения мальчика по адресу Thiereckstraße 3 в Старом городе Мюнхена.

Когда его раскопали живым из под обломков, на месте катастрофы уже присутствовал сам курфюрст Баварии Максимилиан-Иосиф IV, который был сильно впечатлён счастливым невероятным спасением и подарил выжившему юному Фраунгоферу 18 золотых дукатов. На эти деньги Фраунгофер купил станок для резки стекла и откупился от оставшихся месяцев бесплатной работы на мастера за своё обучение. Тайный советник, предприниматель и инвестор Йозеф фон Утсшнайдер также отметил чудесное спасение юноши и принял на себя некоторые хлопоты по заботе о сироте: дал ему возможность посещать воскресную школу и предоставил доступ к специальной математической и оптической литературе.

После завершения обучения в школе в возрасте 20 лет поступил в Институт точной математической механики Райхенбаха, Утсшнайдера и Либхерра в качестве оптика в 1806 году. Этот институт был основан в 1802 году изобретателем Георгом Фридрихом фон Райхенбахом и часовщиком Йозефом Либхерром для производства астрономических и геодезических инструментов. Утцшнайдер присоединился в качестве спонсора. С 1806 года — Йозеф ассистент математического и оптического института (находился в Мюнхене, затем в Бенедиктбёйерне), где изготовлялись линзы и оптическая аппаратура.

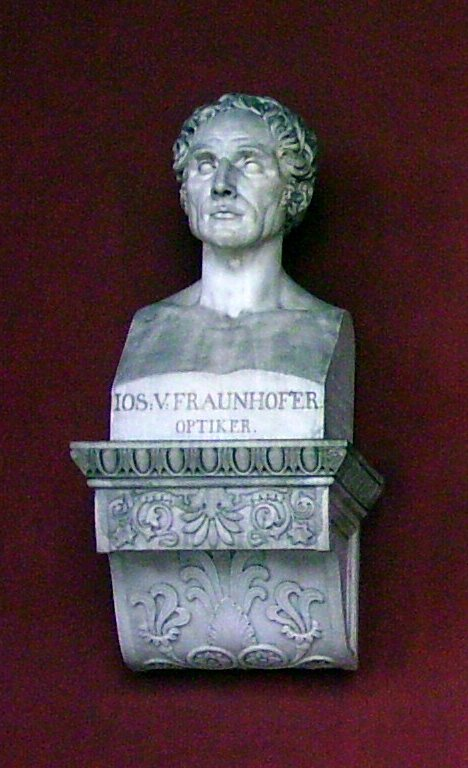
Бюст в Зале славы (Мюнхен)

Благодаря трудолюбию и знаниям, стал с 1809 года одним из его руководителей, в 1818 — его директором. Основанная в 1814 году при участии Фраунгофера фирма «Утцшнейдер и Фраунгофер», быстро приобрела мировую известность как выпускающая для крупных обсерваторий высококачественные оптические приборы, главным образом рефракторы и зрительные трубы.

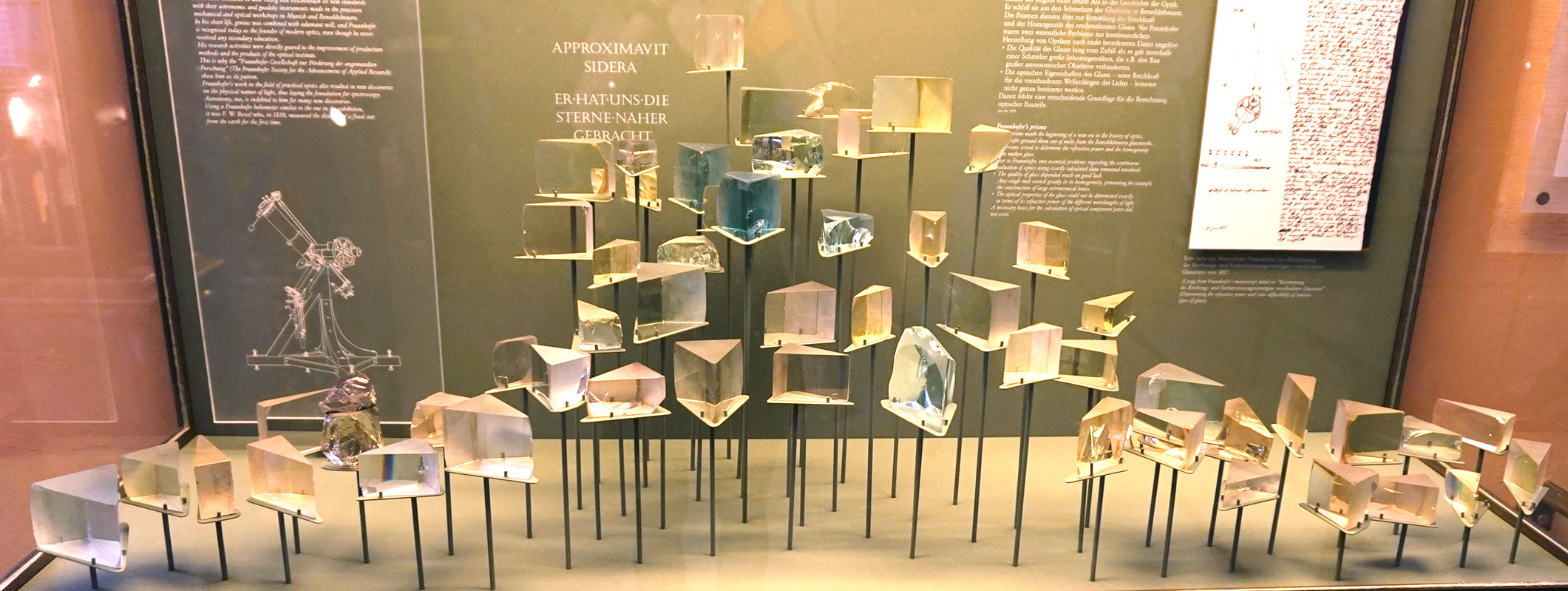
Призмы Фраунгофера

С 1823 года — хранитель физического кабинета Мюнхенского университета и член Баварской АН, с 1824 года — член Академии Леопольдина. Технология изготовления больших ахроматических объективов, уже сама по себе новая для того времени, Фраунгофером была значительно улучшена как в части серийного производства оптических стёкол — флинтов и кронов — так и их последующей обработки. Фраунгофер изобрёл окулярный микрометр и своеобразный объективный микрометр — гелиометр. Изучая показатели преломления различных сортов стекла, в 1814 году открыл (независимо от английского физика У. Волластона) и описал линии поглощения в солнечном спектре (фраунгоферовы линии). В 1821 году впервые применил дифракционную решётку для изучения спектров. Предложил метод наблюдения дифракции света в параллельных лучах.
Умер 7 июня 1826 от туберкулёза лёгких. Похоронен на Старом южном кладбище в Мюнхене. На его надгробии была выбита латинская надпись Approximavitsidera («Он приблизил звезды»).

## Научные труды
Кроме усовершенствований, введённых Фраунгофером в изготовление оптических стёкол и особенно больших ахроматических объективов, кроме изобретённых им гелиометра и окулярных микрометров, Фраунгофер оставил два классических научных исследования. В мемуаре «Bestimmung d. Brechungs und d. Farbenzerstreuungs-Vermögens verschiedener Glasarten, in Bezug auf d. Vervollkommung achromatischer Fernröhre» («Denkschrif. München. Acad.», т. V, 1814—1815) Фраунгофер упоминает впервые о постоянных линиях солнечного спектра (впоследствии названных Фраунгоферовыми линиями (см. Спектральный анализ), даёт подробный рисунок солнечного спектра и указывает на использование этих линий при определении показателей преломления оптических сред. В другом мемуаре «Neue Modification d. Lichts durch gegenseitig e Einwirkung und Beugung d. Strahlen und Gesetzte derselben» («Denksch. München. Acad.», т. VIII, 1821—1822) Фраунгофер описал явления в оптической дифракционной решётке и её применение к определению длины световых волн.

## Память

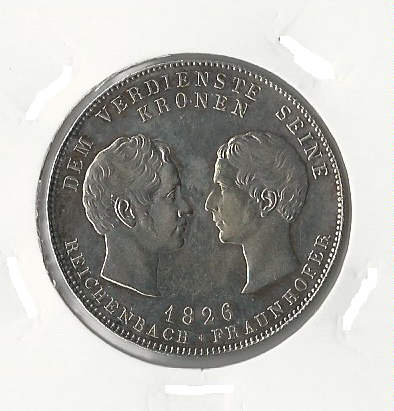
Исторический талер 1826 года с изображением Фраунгофера (справа)

- В год смерти учёного в 1826 году отчеканили исторический талер с его изображением[5].
- За услуги, оказанные науке и технике, Фраунгоферу поставлен в Мюнхене памятник.
- Его именем названо научное-исследовательское Общество Фраунгофера, в состав институтов которого входит Фраунгоферовский институт интегральных схем, разработчик алгоритма MP3.
- В 1935 году Международный астрономический союз присвоил имя Фраунгофера кратеру на видимой стороне Луны.